# Wolfgang Kosack
Wolfgang Kosack (né le 29 octobre 1943 à Berlin) est un égyptologue et coptologue allemand. Il compte parmi les spécialistes mondiaux du copte. Il demeure et travaille à Berlin, en Allemagne.

## Publications
- (de)Lehrbuch des Koptischen. Teil I: Koptische Grammatik. Teil II: Koptische Lesestücke, Graz 1974.
- (de) Wenz, W., Spanz, B. & Kosack, W., "Blick in die Vergangenheit: Ägyptische Mumie im Röntgenlicht", Der Radiologe 15, 1975, 45-49.
- (de)Alltag im alten Ägypten. Aus der Ägyptensammlung des Museums, Freiburg i. Br. 1974.
- (de) Antike Touristen in Ægypte, Armant 13, 1974, 3-20.
- (de) Zwei koptische Texte aus der Bonner Universitätsbibliothek, Muséon 85, 1972, 419-424.
- (de) Historisches Kartenwerk Ägyptens. Altägyptische Fundstellen. Mittelalterliches arabisches Ägypten. *Koptische Kultur (Delta, Mittelägypten, Oberägypten). Bearbeitet, gezeichnet und kommentiert, Bonn 1971[1].
- (de) Der Gattungsbegriff "Volkserzählung, Fabula, Berlin-New York 12, 1971, 18-47.
- (de) Koptische Kirchenlieder der Osterzeit, Armant 7, 1970, 5-44.
- (de) Die Legende im Koptischen. Untersuchungen zur Volksliteratur Ägyptens, Bonn 1970.
- (de) Ein altaegyptisches Hausbuch der Tiermedizin, Armant 3, 1969, 172-184.
- (de) Hieroglyphen - die Entzauberung ihres Geheimnisses, Armant 2, 1968, 69-100.
- (de) Ein satirischer Briefwechsel zwischen Hori und Amenemope, Armant 2, 1968, 104-112.
- (de) Eine neue Droge in der altägyptischen Medizin, Armant 1, 1968, 2-10.
- (de) Der medizinische Papyrus Edwin Smith. The New York Academy of Medicine, Inv. 217 ; Neu in Hieroglyphen übertragen, übersetzt und bearbeitet: Berlin 2011 ; Verlag Christoph Brunner, Basel 2012,  (ISBN 978-3-033-03331-3). Deutsche Nationalbibliothek http://d-nb.info/1026714648
- (de) Der koptische Heiligenkalender. Deutsch - Koptisch - Arabisch nach den besten Quellen neu bearbeitet und vollständig herausgegeben mit Index Sanctorum koptischer Heiliger, Index der Namen auf Koptisch, Koptische Patriarchenliste, Geografische Liste. Berlin, Verlag Christoph Brunner, 2012, 4°,  (ISBN 978-3-9524018-4-2). Deutsche Nationalbibliothek http://d-nb.info/1026714664/about/html
- (de) Die altägyptischen Pyramidentexte. In neuer deutscher Uebersetzung; vollständig bearbeitet und herausgegeben von Wolfgang Kosack Christoph Brunner, Berlin 2012,  (ISBN 978-3-9524018-1-1).
- (de) Ägyptische Zeichenliste I. Grundlagen der Hieroglyphenschrift. Definition, Gestaltung und Gebrauch ägyptischer Schriftzeichen. Vorarbeiten zu einer Schriftliste. Berlin 2013, Verlag Christoph Brunner Basel 2013,  (ISBN 978-3-9524018-0-4)
- (de) Ägyptische Zeichenliste II. 8500 Hieroglyphen aller Epochen. Lesungen, Deutungen, Verwendungen gesammelt und bearbeitet. Berlin 2013, Verlag Brunner Christoph,  (ISBN 978-3-9524018-2-8).
- (de) Schenute von Atripe De judicio finale. Papyruskodex 63000.IV im Museo Egizio di Torino. Einleitung, Textbearbeitung und Übersetzung herausgegeben von Wolfgang Kosack. Berlin 2013, Verlag Brunner Christoph,  (ISBN 978-3-9524018-5-9).
- (de) So viel zum Thema Moses…: Neue Fragen zum Alten Testament. Die Schlechte und die Gute Nachricht. Für Juden, Christen, Moslems. Books on Demand. Norderstedt, 2013,  (ISBN 978-3-9524018-6-6)
- (de) So viel zum Thema Islam: Neues von der Botschaft Muhammads, über das "Buch, was man lesen muss", für Juden, Christen, Moslems. Books on Demand. Norderstedt, 2013,  (ISBN 978-3-7322-3240-6)
- (de) Die altägyptischen Personennamen. Ein Beitrag zur Kulturgeschichte Aegyptens. Berlin 2013, Verlag Christoph Brunner,  (ISBN 978-3-9524018-7-3).
- (de) Kurze Sprachlehre des Mittelägyptischen. Verlag Christoph Brunner, Basel 2013,  (ISBN 978-3-9524018-8-0).
- (de) Koptisches Handlexikon des Bohairischen. Koptisch - Deutsch - Arabisch. Verlag Christoph Brunner, Basel 2013,  (ISBN 978-3-9524018-9-7).
- (de) Shenoute of Atripe "De vita christiana": M 604 Pierpont-Morgan-Library New York/Ms. OR 12689 British-Library/London and Ms. Clarendon Press b. 4, Frg. Bodleian-Library/Oxford. Introduction, edition of the text and translation into German by Wolfgang Kosack / Verlag Christoph Brunner, Basel 2013,  (ISBN 978-3-906206-00-4)
- (de) Essen und Trinken im alten Aegypten: Bildliche Darstellungen, hieroglyphische Texte und die Bearbeitung der Quellen. Christoph Brunner, Berlin 2014,  (ISBN 978-3-906206-03-5).
- (de) Basilios "De archangelo Michael": sahidice Pseudo - Euhodios "De resurrectione": sahidice Pseudo - Euhodios "De dormitione Mariae virginis": sahidice & bohairice : < Papyruskodex Turin, Mus. Egizio Cat. 63000 XI. > nebst Varianten und Fragmente. In Parallelzeilen ediert, kommentiert und übersetzt von Wolfgang Kosack.  Verlag Christoph Brunner, Berlin 2014,  (ISBN 978-3-906206-02-8).
- (de) Novum Testamentum Coptice. Neues Testament, Bohairisch, ediert von Wolfgang Kosack. Novum Testamentum, Bohairice, curavit Wolfgang Kosack. / Wolfgang Kosack. neue Ausgabe, Christoph Brunner, Basel 2014,  (ISBN 978-3-906206-04-2).
- (de) Ost-Märchen. Gedanken und Erinnerungen an eine längst vergangene Zeit. Berlin, zum 60. Jahrestag der Republik -(für Westler) 7. Oktober 2010. Verlag Christoph Brunner, Basel 2014,  (ISBN 978-3-906206-05-9).
- (de) Geschichte der Gnosis in Antike, Urchristentum und Islam. Texte, Bilder, Dokumente. 525 Seiten. Christoph Brunner, Basel 2014,  (ISBN 978-3-906206-06-6).
- (de) Collectanea Aegyptiaca. Aufsätze und Studien zur Kulturgeschichte des Alten Aegyptens. Verlag Christoph Brunner, Basel 2014,  (ISBN 978-3-906206-08-0).
- (de) Hallo, ihr Lebenden auf der Erde! Teil I. + II. Lebensberichte aus der Pharaonenzeit auf Gräbern und Denksteinen. Gesammelt, übersetzt und kommentiert. 800 Seiten. Verlag Christoph Brunner, Basel 2014,  (ISBN 978-3-906206-09-7).
- (de) Islamische Schriftkunst des Kufischen Geometrisches Kufi in 593 Schriftbeispielen. Deutsch - Kufi - Arabisch. 380 Seiten. Verlag Christoph Brunner, Basel 2014,  (ISBN 978-3-906206-10-3).
- (de) Die koptischen Akten der Konzile von Nikaia und Ephesos. Textfragmente und Handschriften in Paris, Turin, Neapel, Wien und Kairo. In Parallelzeilen herausgegeben, bearbeitet und übersetzt. Koptisch - Deutsch. Verlag Christoph Brunner, Basel 2015,  (ISBN 978-3-906206-07-3).
- (de) Berliner Hefte zur ägyptischen Literatur 1 - 12: Teil I. 1 - 6/Teil II. 7 - 12 (2 Bände). Paralleltexte in Hieroglyphen mit Einführungen und Uebersetzung. Deutsch - Hieroglyphen/ Wolfgang Kosack,  (ISBN 978-3-906206-11-0).
- (de) Geschichte der Gnosis II: Jesus und das neue Testament. Eine Botschaft Christi. Für Juden, Christen, Moslems. Verlag Christoph Brunner, Basel,  (ISBN 978-3-906206-12-7).
- (de) Collectanea Coptica. Die titellose gnostische Schrift „Traktat vom Urvater Sêtheus“ aus dem Codex Brucianus. Nag Hamadi Codex VI, 48-51, 23 Platons Politeia in einer koptischen Übersetzung Schenute oder nicht? (Pierpont-Morgan-Library/New York + Univ. Michigan) Die koptischen Psalmenkonkordanzen. Lesen und Schreiben im Ägypten der Spätantike. Velag Christoph Brunner, Basel 2015,  (ISBN 978-3-906206-13-4).
- (de) Hiera Grammata. Beiträge zur Entstehung ägyptischer Hieroglyphen. Verlag Christoph Brunner, Basel 2015,  (ISBN 978-3-906206-15-8).
- (de) Aegyptologie im Umbruch. Eine Streitschrift. Verlag Christoph Brunner, Basel 2015,  (ISBN 978-3-906206-16-5).
- (de) Kurze Geschichte der Kopten. Christoph Brunner, Basel 2015,  (ISBN 978-3-906206-17-2).
- (de) Ein zweiter Rembrandt:  "Die Staalmeesters" - Kunsthistorische Studie -   Christoph Brunner, Basel 2015,  (ISBN 978-3-906206-14-1).
- (de) Ernst Koerner Ein Berliner Orientmaler des 19. Jahrhunderts Mit Werksverzeichnis und Themenliste seiner Gemälde. Basel 2015,  (ISBN 978-3-906206-19-6).
- (de) Laotse Von der Kraft und Vom Sinn. Buch der Sinnsprüche in 81 Abschnitten und 2 Teilen. Uebertragen aus den Seidentexten zu Ma Wang Dui <Provinz Honan> Christoph Brunner, Basel 2014,  (ISBN 978-3-906206-18-9).
- (de) Koptische Lehrbriefe Bohairisch. Deutsch - Koptisch - Arabisch - Bohairisch. Christoph Brunner, Basel 2016,  (ISBN 978-3-906206-20-2).
- (de) Nu mute gi liden den bitteren doet... Der Berliner Totentanz. Kritischer Text, Uebersetzung und Kommentar des niederdeutschen Gedichts. Christoph Brunner, Basel,  (ISBN 978-3-906206-22-6).
- (de) Fellachenmärchen. Märchen im ägyptisch-arabischen Volksdialekt. Verlag Christoph Brunner, Basel 2016,  (ISBN 978-3-906206-26-4).
- (de) Schachmatt. Kaskade der Seltsamkeiten. Historische Groteske in 11 Bildern. Verlag Christoph Brunner, Basel 2016,  (ISBN 978-3-906206-26-4).
- (de) Japanische Manga - Love Story: "Yura, Makoto und die Liebe." von Katsu Aki. Eine kritische Würdigung. Hamburg: Carlsenmanga 2004 - 2013. Verlag Christoph Brunner, Basel 2016,  (ISBN 978-3-906206-27-1).
- (de) Die Menlichen Krefte der Liebe: Zur Frage der Sexualität Friedrichs des Grossen. Studien und Quellen. Verlag Christoph Brunner, Basel 2016.  (ISBN 978-3-906206-23-3).
- (de) Die Wurzel Jesse zu Xanten.: Die Predella des Marienaltars, ein spätes Meisterwerk Heinrich Douvermanns. Beschrieben, erklärt und erläutert. Verlag Christoph Brunner, Basel 2016.  (ISBN 978-3-906206-29-5).
- (de) Die Geschichte von der Sonnenkatze und dem kleinen Affen : Ein altägyptisches Märchen für Kinder  (ISBN 978-3-906206-31-8).
- Lexikon des Gräcoägyptischen. Transkriptionen, Hieroglyphen und koptische Belege mit einer Einführung in die Aussprache des Altägyptischen. 3 Bände. Verlag Christoph Brunner, Basel2016  (ISBN 978-3-906206-24-0).
- Zeremonialtexte der Dritten Dynastie. Pap. Ramesseum B + E und der Schabakostein. Neu herausgegeben, bearbeitet und übersetzt. Verlag Christoph Brunner, Basel 2016,  (ISBN 978-3-906206-34-9).
- Frühe Kunst im Orient. Ein Ausweg aus der Misere des Islam - IS und Euroislam in der Krise - Christoph Brunner, Basel 2016,  (ISBN 978-3-906206-36-3).
- Persische Sinnsprüche. Vierzeiler von Omar Chajjam. Christoph Brunner, Basel 2016,  (ISBN 978-3-906206-37-0).
- Schrift der Pharaonen. Hieroglyphen für Anfänger. Mit zahlreichen Schriftproben, 140 Abbildungn und 500 Hieroglyphen. Christoph Brunner, Basel 2017,  (ISBN 978-3-906206-38-7).
- Wo die Wüste sich dehnt und die Nilflut rollt... Biblisches und muslimisches Aegypten im Spiegel deutscher Dichtung. Ausgewählt und zusammengestellt von Wolfgang Kosack. Christoph Brunner, Basel 2017.  (ISBN 978-3-906206-41-7).
- Pheidias? Die Archäologie des klassischen Aegyptens auf dem Prüfstand. Christoph Brunner, Nunningen 2017,  (ISBN 978-3-906206-43-1)
- Wozu sind die Aegyptologen gut? Aegyptologie im Abend- und im Morgenland. Christoph Brunner, Nunningen 2017,  (ISBN 978-3-906206-44-8)
- Unter Palmen und Tempelruinen. Das alte Aegypten im Spiegel der Deutschen Dichtung. Ausgewählt und zusammengestellt von Wolfgang Kosack. Christoph Brunner, Nunningen 2017,  (ISBN 978-3-906206-45-5)
- Wörterbuch der ägyptischen Sprache. Herausgegeben von Adolf Erman und Hermann Grapow. Erweitert, korrigiert und ergänzt von Wolfgang Kosack. 5 Bände, 5644 Seiten. Christoph Brunner, Nunningen 2018,  (ISBN 978-3-906206-40-0).
- Geschichten aus einem Verlag. Beiläufige Chronik des „Verlags Christoph Brunner“. Christoph Brunner, Nunningen 2018,  (ISBN 978-3-906206-49-3).
- Kurze Geschichte des Altägyptischen. Basisgrammatik für Fortgeschrittene. Christoph Brunner, Nunningen, 2018,  (ISBN 978-3-906206-50-9)
- Der versteinerte Islam. IS, Islamisten und wir. Verlag Christoph Brunner, Nunningen 2019,  (ISBN 978-3-906206-51-6)

## Sources
- (de) Katalog der Deutschen Nationalbibliothek, DNB, 11 février 2011.